# Kucze (Ełk)
Pour les articles homonymes, voir Kucze.
Kucze est un village polonais de la gmina d'Kalinowo, dans le powiat d'Ełk, voïvodie de Varmie-Mazurie, au nord-est du pays.
Il est situé à environ 17 km à l'est d'Ełk et à 139 km à l'est de la capitale régionale Olsztyn.